# Oliver Wood (ciclista)
Oliver Wood (Wakefield, 26 novembre 1995) è un pistard e ciclista su strada britannico che corre per il Schils - Doltcini. Specialista della pista, ha vinto il titolo mondiale 2022 di inseguimento a squadre, il titolo europeo 2023 di scratch e quello 2024 di inseguimento a squadre, oltre a diverse altre medaglie d'argento e di bronzo ai mondiali, agli europei Elite e ai Giochi olimpici.

## Palmarès

### Pista
- 2014

Campionati britannici, Inseguimento a squadre (con Germain Burton, Christopher Latham e Christopher Lawless)
Campionati britannici, Scratch
Campionati britannici, Americana (con Andrew Tennant)
- 2015

Singen, Americana (con Christopher Latham)
Singen, Corsa a punti
Campionati europei Juniores e U23, Inseguimento a squadre Under-23 (con Germain Burton, Matthew Gibson e Christopher Latham)
Campionati britannici, Inseguimento a squadre (con Germain Burton, Jake Kelly e Mark Stewart)
Campionati britannici, Corsa a punti
- 2016

Three Days Aigle, Corsa a punti
1ª prova Coppa del mondo 2016-2017, Inseguimento a squadre (Glasgow, con Mark Stewart, Kian Emadi, Matthew Bostock e Andrew Tennant)
- 2017

GP Vienna, Americana (con Christopher Latham)
2ª prova Coppa del mondo 2017-2018, Inseguimento a squadre (Manchester, con Steven Burke, Ed Clancy e Kian Emadi)
- 2018

Campionati britannici, Scratch
- 2021

Track Cycling Challenge Grenchen, Corsa a punti
- 2022

1ª prova Coppa delle Nazioni, Omnium (Glasgow)
Campionati del mondo, Inseguimento a squadre (con Daniel Bigham, Ethan Hayter ed Ethan Vernon)
1ª prova Champions League, Scratch (Berlino)
3ª prova Champions League, Corsa a eliminazione (Saint Quentin-en-Yvelines)
5ª prova Champions League, Corsa a eliminazione (Londra)
- 2023

Campionati europei, Scratch
3ª prova Coppa delle Nazioni, Inseguimento a squadre (Milton, con Daniel Bigham, Josh Charlton e Michael Gill)
- 2024

Campionati europei, Inseguimento a squadre (con Daniel Bigham, Ethan Hayter, Charlie Tanfield ed Ethan Vernon)
Coppa delle Nazioni, Inseguimento a squadre (Milton, con Daniel Bigham, Ethan Hayter, Ethan Vernon e Charlie Tanfield)

### Strada
- 2013 (Juniores)

1ª tappa Isle of Man Junior Tour
- 2019 (Canyon dhb p/b Bloor Homes, una vittoria)

1ª tappa Isle of the Reservoir (Edmundbyers > Edmundbyers)

#### Altri successi
- 2017 (Team Wiggins)

Ryedale Grand Prix
- 2019 (Canyon dhb p/b Bloor Homes)

Sheffield Grand Prix
- 2023 (Velo Schils Interbike Racing Team)

Campionati britannici, Criterium

## Piazzamenti

### Competizioni mondiali
- Campionati del mondo su pista

Glasgow 2013 - Inseguimento a squadre Junior: 4º
Glasgow 2013 - Omnium Junior: 4º
Hong Kong 2017 - Inseguimento a squadre: 4º
Hong Kong 2017 - Americana: ritirato
Apeldoorn 2018 - Omnium: 6º
Apeldoorn 2018 - Americana: 4º
Pruszków 2019 - Inseguimento a squadre: 2º
Pruszków 2019 - Americana: 7º
Berlino 2020 - Inseguimento a squadre: 5º
Berlino 2020 - Americana: 9º
Roubaix 2021 - Inseguimento a squadre: 3º
Roubaix 2021 - Americana: 4º
St. Quentin-en-Yv. 2022 - Inseg. a squadre: vincitore
St. Quentin-en-Yvelines 2022 - Americana: 2º
Glasgow 2023 - Americana: 2º
Glasgow 2023 - Omnium: 9º
Ballerup 2024 - Inseguimento a squadre: 2º
- Campionati del mondo su strada

Bergen 2017 - In linea Under-23: 4º
- Giochi olimpici

Tokyo 2020 - Inseguimento a squadre: 7º
Parigi 2024 - Inseguimento a squadre: 2º
Parigi 2024 - Americana: 9º

### Competizioni europee
- Campionati europei su pista

Anadia 2014 - Inseguimento individuale Under-23: 8º
Anadia 2014 - Corsa a punti Under-23: 12º
Anadia 2014 - Scratch Under-23: 2º
Anadia 2014 - Americana Under-23: 11º
Atene 2015 - Inseguimento a squadre Under-23: vincitore
Atene 2015 - Omnium Under-23: 2º
Atene 2015 - Americana Under-23: 4º
Grenchen 2015 - Corsa a punti: 15º
Grenchen 2015 - Americana: 12º
Montichiari 2016 - Inseguimento a squadre Under-23: 3º
Montichiari 2016 - Americana Under-23: 7º
Saint-Quentin-en-Yvelines 2016 - Inseguimento a squadre: 3º
Saint-Quentin-en-Yvelines 2016 - Corsa a punti: 4º
Saint-Quentin-en-Yvelines 2016 - Scratch: 20º
Saint-Quentin-en-Yvelines 2016 - Americana: 15º
Berlino 2017 - Inseguimento individuale: 16º
Berlino 2017 - Americana: 13º
Glasgow 2018 - Inseguimento a squadre: 3º
Glasgow 2018 - Corsa a punti: 10º
Glasgow 2018 - Americana: 3º
Apeldoorn 2019 - Inseguimento a squadre: 3º
Apeldoorn 2019 - Omnium: 3º
Apeldoorn 2019 - Americana: 8º
Plovdiv 2020 - Scratch: 3º
Plovdiv 2020 - Americana: 11º
Grenchen 2021 - Inseguimento a squadre: 3º
Grenchen 2021 - Omnium: 4º
Grenchen 2021 - Americana: 8º
Monaco di Baviera 2022 - Inseguimento a squadre: 3º
Monaco di Baviera 2022 - Omnium: 8º
Grenchen 2023 - Inseguimento a squadre: 2º
Grenchen 2023 - Scratch: vincitore
Grenchen 2023 - Americana: 5º
Apeldoorn 2024 - Inseguimento a squadre: vincitore
- Campionati europei su strada

Plumelec 2016 - In linea Under-23: 62º